# Bleu Soleil
Bleu Soleil ist ein französisches Elektro-Dub-Duo aus Paris. Bekannt wurden sie 2025 mit ihrem Nummer-eins-Hit Soleil bleu.

## Karriere
Bleu Soleil sind die beiden Musiker Antonin Parmentier und Nino Faerdig. Faerdig begann in den frühen 2020er Jahren ein Studium am Conservatoire du Grand Chalon in Chalon-sur-Saône im Burgund. Daneben veröffentlichte er Tekno-Tracks und Remixe im Internet. 2024 schloss er sich mit Parmentier zusammen, der ebenfalls am Conservatoire war und als Kodaman bereits eigene Stücke veröffentlicht hatte. Sie nahmen als Bleu Soleil den Track Hisui auf und veröffentlichten ihn im selben Jahr. Im Frühjahr 2025 folgte der Electro-Reggae-Song Soleil Bleu mit der Sängerin Luiza. Luiza Fernandes Viana stammt ursprünglich von den Kapverden, sie hatte mit ihrer eigenen Band schon EPs veröffentlicht und sich in der Dub-Szene durch Kollaborationen mit Mahom, Khoe Wa, Fakear und Féfé einen Namen gemacht. Anfang Juni erschien von Bleu Soleil ihre erste EP mit dem Titel Soleil bleu. Der Titelsong stieg danach in die Top 100 der französischen Charts ein. Das Lied wurde ein Internethit und stieg immer weiter, bis er Mitte Juli Platz 1 in Frankreich und Mitte August in Belgien (Wallonie) erreichte.

## Mitglieder
- Antonin Paul Parmentier (alias Kodaman)
- Nino Faerdig (alias Nexh)

## Diskografie
EP
- Soleil bleu (2025)

Lieder
- Hisui (2024)
- Confluence (mit Cléo, 2025)
- Soleil bleu (mit Luiza, 2025)